# Ponxo

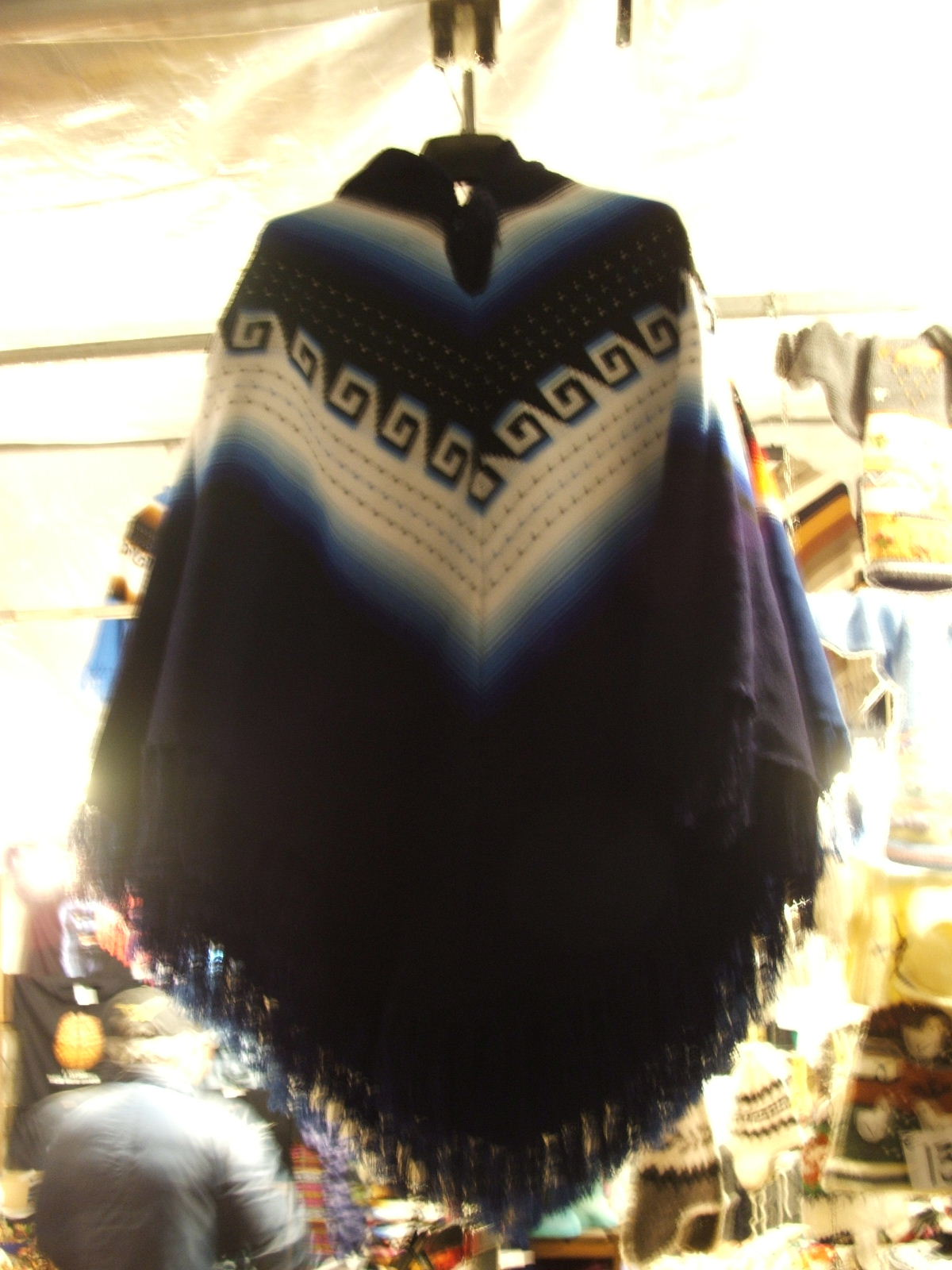
Ponxo de disseny italià inspirat en el dels Andes

Un ponxo (en castellà:“Poncho”) (etimològicament segurament provinent de la paraula Mapudungun pontro, 'manta', 'teixit de llana') és una vestimenta exterior dissenyada per mantenir el cos calent, o bé si està fet d'un material impermeable a l'aigua per mantenir el cos sec durant la pluja. Els ponxos s'han fet servir pels pobles indígenes americans dels Andes des d'abans dels temps de la colonització hispànica i actualment es consideren vestits típics.
Hi ha també ponxos, més resistents, com uniformes militars dels països andins.

## Tipus de ponxos
El ponxo és essencialment una única peça teixida amb una obertura al centre per al cap i amb una altra peça teixida que cobreix el cap. Els ponxos impermeables a l'aigua normalment estan equipats amb llaços per poder tancar els costats del ponxo una vegada es disposa aquest al cos amb obertures per als braços.
Els ponxos alternatius són articles de la moda. Tenen la mateixa forma però estan fets de materials diferents i són més confortables en lloc d'evitar el vent i la pluja. Aquests sovint estan fets de llana o fil tèxtil de gènere de punt o fet al ganxet. També hi ha ponxos amb colors festius que es porten en esdeveniments especials.

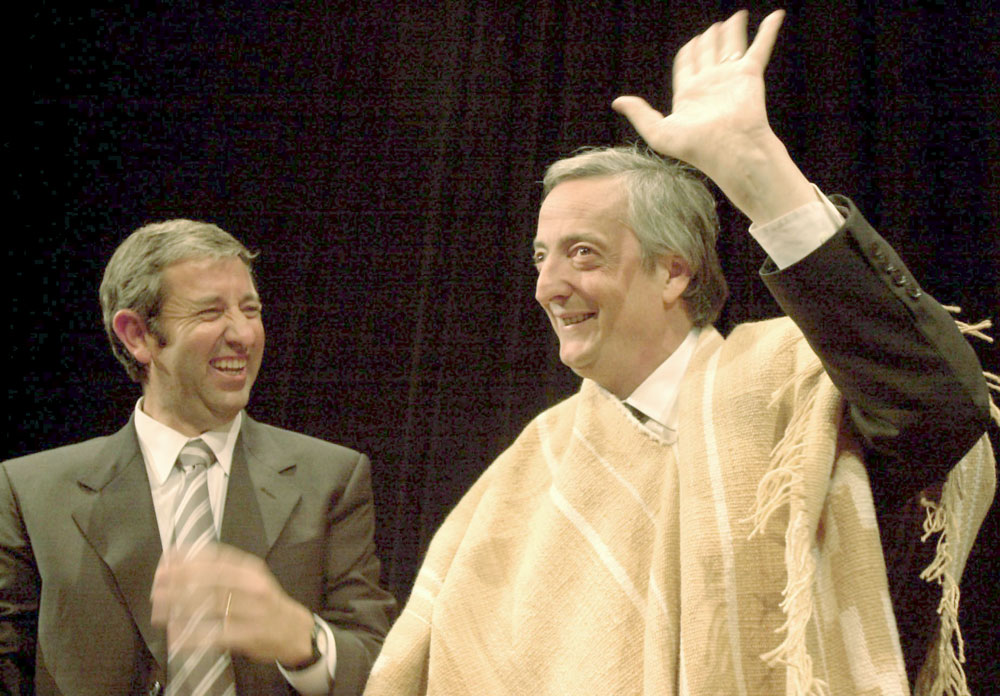
Néstor Kirchner (a la dreta) vestint un ponxo el 2004.

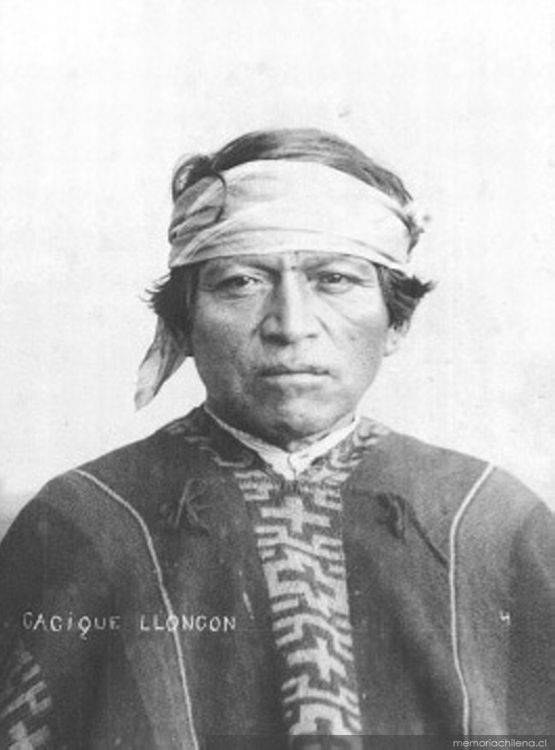
El cacic maputxe Lloncon amb ponxo el 1890.

Els ponxos tradicionals tenen molts noms i variants. En general s'anomenen “ponchos” a tots els països que parlen castellà.
- Chamanto, només al Xile central, “poncho” al nor i sud de Xile
- Jorongo, normalment més gros o que arriba fins als peus
- Gabán, típic de Michoacán, Mèxic
- Ruana, en regions fredes de Colòmbia i Veneçuela
- Zarapeponxo fet a l'estat mexicà de Coahuila de Zaragoza
- Poncho chilote, un ponxo pesant de llana del l'Arxipèlag de Chiloé.